# الطويلة (حريب)

تعديل مصدري - تعديل

الطويلة هي إحدى قرى عزلة الاشراف بمديرية حريب التابعة لمحافظة مأرب، بلغ تعداد سكانها 235 نسمة حسب تعداد اليمن لعام 2004.